# Élections législatives de 1988 en Dordogne
Les élections législatives françaises de 1988 se déroulent les 5 et 12 juin 1988. Dans le département de la Dordogne, quatre députés sont à élire dans le cadre de quatre circonscriptions.

## Élus
| Circonscription | Député sortant        | Parti                 | Parti                 | Député élu ou réélu | Parti | Parti |
| --------------- | --------------------- | --------------------- | --------------------- | ------------------- | ----- | ----- |
| 1re             | Scrutin proportionnel | Scrutin proportionnel | Scrutin proportionnel | Bernard Bioulac     |       | PS    |
| 2e              | Scrutin proportionnel | Scrutin proportionnel | Scrutin proportionnel | Michel Suchod       |       | PS    |
| 3e              | Scrutin proportionnel | Scrutin proportionnel | Scrutin proportionnel | Alain Paul Bonnet   |       | MRG   |
| 4e              | Scrutin proportionnel | Scrutin proportionnel | Scrutin proportionnel | Roland Dumas        |       | PS    |

## Positionnement des partis
L'UDF et le RPR se présentent unis sous l'étiquette « Union du Rassemblement et du Centre » tandis que les candidats du Parti socialiste se rangent sous la bannière de la « Majorité présidentielle pour la France unie », slogan de la campagne présidentielle de François Mitterrand.

## Résultats

### Résultats à l'échelle du département
| Parti          | Parti                               | Premier tour | Premier tour | Second tour | Second tour | Sièges |
| Parti          | Parti                               | Voix         | %            | Voix        | %           | Sièges |
| -------------- | ----------------------------------- | ------------ | ------------ | ----------- | ----------- | ------ |
|                | Parti socialiste                    | 63 825       | 29,18        | 94 844      | 40,52       | 3      |
|                | Mouvement des radicaux de gauche    | 21 023       | 9,61         | 33 911      | 14,49       | 1      |
|                | La France Unie                      | 84 848       | 38,88        | 128 755     | 55,01       | 4      |
|                |                                     |              |              |             |             |        |
|                | Rassemblement pour la République    | 44 056       | 20,14        | 55 166      | 23,57       | 0      |
|                | Union pour la démocratie française  | 37 577       | 17,18        | 50 155      | 21,43       | 0      |
|                | Union du Rassemblement et du Centre | 81 633       | 37,33        | 105 321     | 44,99       | 0      |
|                |                                     |              |              |             |             |        |
|                | Parti communiste français           | 39 531       | 18,08        | Retrait     | Retrait     | 0      |
|                | Front national                      | 12 690       | 5,80         |             |             | 0      |
|                |                                     |              |              |             |             |        |
| Inscrits       | Inscrits                            | 301 920      | 100,00       | 301 830     | 100,00      | 4      |
| Abstentions    | Abstentions                         | 77 986       | 25,83        | 59 617      | 19,75       |        |
| Votants        | Votants                             | 223 934      | 74,17        | 242 213     | 80,25       |        |
| Blancs et nuls | Blancs et nuls                      | 5 232        | 2,34         | 8 137       | 3,36        |        |
| Exprimés       | Exprimés                            | 218 702      | 97,66        | 234 076     | 96,64       |        |

### Résultats par circonscription

#### Première circonscription (Périgueux)
| Candidat       | Candidat            | Parti          | Premier tour | Premier tour | Second tour | Second tour |  |
| Candidat       | Candidat            | Parti          | Voix         | %            | Voix        | %           |  |
| -------------- | ------------------- | -------------- | ------------ | ------------ | ----------- | ----------- |  |
|                | Yves Guéna sortant  | RPR (URC)      | 22 702       | 43,37        | 27 282      | 48,05       |  |
|                | Bernard Bioulac élu | PS             | 19 450       | 37,16        | 29 491      | 51,94       |  |
|                | Roger Gorse         | PCF            | 7 821        | 14,94        | Retrait     | Retrait     |  |
|                | Jean Devèze         | FN             | 2 361        | 4,51         |             |             |  |
|                |                     |                |              |              |             |             |  |
| Inscrits       | Inscrits            | Inscrits       | 72 117       | 100,00       | 72 090      | 100,00      |  |
| Abstentions    | Abstentions         | Abstentions    | 18 725       | 25,96        | 13 664      | 18,95       |  |
| Votants        | Votants             | Votants        | 53 392       | 74,04        | 58 426      | 81,05       |  |
| Blancs et nuls | Blancs et nuls      | Blancs et nuls | 1 058        | 1,98         | 1 653       | 2,83        |  |
| Exprimés       | Exprimés            | Exprimés       | 52 334       | 98,02        | 56 773      | 97,17       |  |

#### Deuxième circonscription (Bergerac)
| Candidat       | Candidat           | Parti          | Premier tour | Premier tour | Second tour | Second tour |  |
| Candidat       | Candidat           | Parti          | Voix         | %            | Voix        | %           |  |
| -------------- | ------------------ | -------------- | ------------ | ------------ | ----------- | ----------- |  |
|                | Michel Suchod élu  | PS             | 22 961       | 43,90        | 30 856      | 54,49       |  |
|                | Élie Marty sortant | UDF (PR) (URC) | 19 747       | 37,75        | 25 764      | 45,50       |  |
|                | Irène Sapir        | PCF            | 5 548        | 10,60        |             |             |  |
|                | Jacques Ricard     | FN             | 4 041        | 7,72         |             |             |  |
|                |                    |                |              |              |             |             |  |
| Inscrits       | Inscrits           | Inscrits       | 75 354       | 100,00       | 75 312      | 100,00      |  |
| Abstentions    | Abstentions        | Abstentions    | 21 713       | 28,81        | 16 767      | 22,26       |  |
| Votants        | Votants            | Votants        | 53 641       | 71,19        | 58 545      | 77,74       |  |
| Blancs et nuls | Blancs et nuls     | Blancs et nuls | 1 344        | 2,51         | 1 925       | 3,29        |  |
| Exprimés       | Exprimés           | Exprimés       | 52 297       | 97,49        | 56 620      | 96,71       |  |

#### Troisième circonscription (Nontron)
| Candidat       | Candidat                        | Parti           | Premier tour | Premier tour | Second tour | Second tour |  |
| Candidat       | Candidat                        | Parti           | Voix         | %            | Voix        | %           |  |
| -------------- | ------------------------------- | --------------- | ------------ | ------------ | ----------- | ----------- |  |
|                | Alain Paul Bonnet sortant réélu | MRG             | 21 023       | 37,62        | 33 911      | 58,16       |  |
|                | Pierre-Claude Laviale           | UDF (Rad) (URC) | 17 830       | 31,91        | 24 391      | 41,83       |  |
|                | René Dutin                      | PCF             | 13 730       | 24,57        | Retrait     | Retrait     |  |
|                | Michel Courtois                 | FN              | 3 291        | 5,89         |             |             |  |
|                |                                 |                 |              |              |             |             |  |
| Inscrits       | Inscrits                        | Inscrits        | 74 939       | 100,00       | 74 859      | 100,00      |  |
| Abstentions    | Abstentions                     | Abstentions     | 17 535       | 23,4         | 14 085      | 18,82       |  |
| Votants        | Votants                         | Votants         | 57 404       | 76,6         | 60 774      | 81,18       |  |
| Blancs et nuls | Blancs et nuls                  | Blancs et nuls  | 1 530        | 2,67         | 2 472       | 4,07        |  |
| Exprimés       | Exprimés                        | Exprimés        | 55 874       | 97,33        | 58 302      | 95,93       |  |

#### Quatrième circonscription (Sarlat)
| Candidat       | Candidat                   | Parti          | Premier tour | Premier tour | Second tour | Second tour |  |
| Candidat       | Candidat                   | Parti          | Voix         | %            | Voix        | %           |  |
| -------------- | -------------------------- | -------------- | ------------ | ------------ | ----------- | ----------- |  |
|                | Roland Dumas sortant réélu | PS             | 21 414       | 36,79        | 34 497      | 55,30       |  |
|                | Jean-Jacques de Peretti    | RPR (URC)      | 21 354       | 36,69        | 27 884      | 44,69       |  |
|                | Louis Delmon               | PCF            | 12 432       | 21,36        | Retrait     | Retrait     |  |
|                | Jean Arloing               | FN             | 2 997        | 5,14         |             |             |  |
|                |                            |                |              |              |             |             |  |
| Inscrits       | Inscrits                   | Inscrits       | 79 510       | 100,00       | 79 569      | 100,00      |  |
| Abstentions    | Abstentions                | Abstentions    | 20 013       | 25,17        | 15 101      | 18,98       |  |
| Votants        | Votants                    | Votants        | 59 497       | 74,83        | 64 468      | 81,02       |  |
| Blancs et nuls | Blancs et nuls             | Blancs et nuls | 1 300        | 2,18         | 2 087       | 3,24        |  |
| Exprimés       | Exprimés                   | Exprimés       | 58 197       | 97,82        | 62 381      | 96,76       |  |